# NBA最前线
NBA最前线是中国中央电视台播出一档美国职业篮球联赛（NBA）集锦类节目。2013年2月21日起播出，主题曲为吉克隽逸演唱的《即刻出发》。

## 节目口号
主题语
也许你经常看NBA直播，但那不是最前线。也许你喜欢看盖帽、扣篮、绝杀，但那不是NBA最精彩的。现在的巨星让人神魂颠倒，但历史上的名人我们更应该肃然起敬。